# Kusazumi Konosuke
Konosuke Kusazumi (sinh ngày 12 tháng 7 năm 2000) là một cầu thủ bóng đá người Nhật Bản.

## Sự nghiệp câu lạc bộ
Konosuke Kusazumi đã từng chơi cho FC Tokyo.